# Karpatisch wild zwijn
Het Karpatisch  wild zwijn (Sus scrofa attila) is een ondersoort van het wild zwijn, die voorkomt in Roemenië, Hongarije, Oekraïne, de Balkan, de Kaukasus, de Zuidelijke Kaukasus, de kust van de Kaspische Zee, Anatolië en noordelijk Iran. Het is een grote ondersoort met lange traanbeenderen en donker haar, hoewel lichter gekleurd dan het Centraal-Europees wild zwijn.